# Kasper Kusk
Kasper Kusk Vangsgaard (født 10. november 1991) er en dansk fodboldspiller, der spiller for den danske 1. divionsklub Vendsyssel FF. Han har tidligere spillet for Aab, FC Twente og F.C. København.

## Klubkarriere

### AaB
Hans fodboldopvækst er foregået i Gug Boldklub. Han drog direkte fra Gug Boldklub til AaB. I AaB har han hovedsageligt fungeret som en højre kant, tidligere har han også spillet centralt på midtbanen. Kusk fik i sommeren 2011 forlænget sin kontrakt frem til sommeren 2013 med AaB. Den aftale blev i januar 2013 forlænget frem til den 30. juni 2015. Kasper Kusk blev kåret som efterårets profil i 2013 af de 12 Superliga-trænere - i et efterår, hvor han scorede ni mål og lavede 2 assist.
I februar 2014 åbnede DBU en sag mod Brøndby, da klubben havde forbrudt sig mod FIFAs regler samt superligaklubbernes interne kodeks ved at kontakte Kasper Kusk, før AaB, med henblik på et transferskifte.. Sagen endte uden straf.

### FC Twente
Den 10. juni 2014 blev det bekræftet af præsidenten i FC Twente, Joop Munsterman, at de havde ytret ønske om køb af Kusk. 15. juli samme år blev det officielt at FC Twente havde købt Kasper Kusk i AaB. Opholdet i Twente blev aldrig rigtigt en succes, og under et år senere, blev det offentliggjort at han skiftede til FC København fra sommeren 2015.

### FC København
I sommeren 2015 blev det offentliggjort, at Kasper Kusk skiftede fra FC Twente til FC København. Kasper Kusk fik sin debut for FC København den 16. juli 2015, hvor han scorede sit første mål for klubben i en kamp mod walisiske Newtown A.F.C. i kvalifikationskampen til UEFA Europa League 2015-16.

### Retur til AaB
Da FCK i januar 2018 forstærkede sig med Robert Skov og Viktor Fischer, der begge spiller på den offensive midtbane ligesom Kusk, valgte han at vende tilbage til sit udgangspunkt og skrev en femårig kontrakt med AaB.

## Landsholdskarriere
Den 12. marts 2013 blev Kusk for første gang udtaget til det danske landshold, da landtræner Morten Olsen udtog ham til VM-kvalifikationskampene mod Tjekkiet og Bulgarien senere på måneden. Inden udtagelsen til A-landsholdet, havde Kusk i januar 2013 været med ligalandsholdets tur til USA, hvor han overbeviste landstræneren om at han kunne bruges internationalt.

## Privat
Kasper Kusk er søn af tidligere fodboldspiller og -træner Søren Kusk.

## Titler
- AaB
  - Superligaen: 2013-14
  - DBU Pokalen: 2014
- F.C. København
  - Superligaen: 2015-16
  - DBU Pokalen: 2016